# CSF2RA
CSF2RA (англ. Colony stimulating factor 2 receptor alpha subunit) – білок, який кодується однойменним геном, розташованим у людей на X-хромосомі. Довжина поліпептидного ланцюга білка становить 400 амінокислот, а молекулярна маса — 46 207.
| 10         |  | 20         |  | 30         |  | 40         |  | 50         |
| ---------- |  | ---------- |  | ---------- |  | ---------- |  | ---------- |
| MLLLVTSLLL |  | CELPHPAFLL |  | IPEKSDLRTV |  | APASSLNVRF |  | DSRTMNLSWD |
| CQENTTFSKC |  | FLTDKKNRVV |  | EPRLSNNECS |  | CTFREICLHE |  | GVTFEVHVNT |
| SQRGFQQKLL |  | YPNSGREGTA |  | AQNFSCFIYN |  | ADLMNCTWAR |  | GPTAPRDVQY |
| FLYIRNSKRR |  | REIRCPYYIQ |  | DSGTHVGCHL |  | DNLSGLTSRN |  | YFLVNGTSRE |
| IGIQFFDSLL |  | DTKKIERFNP |  | PSNVTVRCNT |  | THCLVRWKQP |  | RTYQKLSYLD |
| FQYQLDVHRK |  | NTQPGTENLL |  | INVSGDLENR |  | YNFPSSEPRA |  | KHSVKIRAAD |
| VRILNWSSWS |  | EAIEFGSDDG |  | NLGSVYIYVL |  | LIVGTLVCGI |  | VLGFLFKRFL |
| RIQRLFPPVP |  | QIKDKLNDNH |  | EVEDEIIWEE |  | FTPEEGKGYR |  | EEVLTVKEIT |
|            |  |            |  |            |  |            |  |            |

A: Аланін

C: Цистеїн

D: Аспарагінова кислота

E: Глутамінова кислота

F: Фенілаланін

G: Гліцин

H: Гістидин

I: Ізолейцин

K: Лізин

L: Лейцин

M: Метіонін

N: Аспарагін

P: Пролін

Q: Глутамін

R: Аргінін

S: Серин

T: Треонін

V: Валін

W: Триптофан

Кодований геном білок за функцією належить до рецепторів. 
Задіяний у такому біологічному процесі, як альтернативний сплайсинг. 
Локалізований у клітинній мембрані, мембрані.
Також секретований назовні.